# Rua Waldemar Loureiro Campos
A Rua Waldemar Loureiro Campos é um logradouro da cidade de Curitiba, capital do estado do Paraná.
A ”Waldemar Campos” é uma das principais ruas do Boqueirão, atravessando todo o bairro, perpendicularmente ao eixo da Avenida Marechal Floriano Peixoto e prolongando-se, por algumas centenas de metros, dentro do bairro Xaxim.
Seu início ocorre de fronte do canal Rio Belém, na Rua Elton Roberto de Moura Torres e termina no encontro com a Rua Omar Raymundo Picheth (que é a continuação da “Waldemar Campos”).

## Homenagem
A denominação desta rua é uma homenagem a Waldemar Loureiro de Campos, engenheiro agrônomo que pertenceu ao quadro de funcionários da Secretária Estadual da Agricultura, destacando-se no desenvolvimento de projetos nas áreas de cooperativismo e zoologia.

## Características (ref.: mar/2010)
A “Waldemar Campos” é uma rua com intenso tráfego de veículos, pois é importante ligação dos bairros C.I.C./Pinheirinho (através da Linha Verde) com o bairro Boqueirão. Dos 5.100 metros de extensão total, aproximadamente 1.800 metros da “Waldemar Campos” pertencem ao bairro Xaxim.
É uma rua que mescla seus imóveis, tendo, desde pequenas indústrias (região do Boqueirão, abaixo da “Marechal”) até simples residências, mas sua característica principal é o comércio, possuindo inúmeras lojas e alguns condomínios comerciais. Entre um comércio e outro encontramos condomínios de casas e sobrados de médio padrão.
Alguns pontos são destaques nesta rua, ou pela sua importância na cidade ou pelas características históricas da região, podendo citar (em sua extensão ou nas proximidades):
- 5º Grupo de Artilharia de Campanha Autopropulsado (GACAP);

- Cemitério Municipal do Boqueirão;

- Colégio Erasto Gaetner e Faculdade Fidelis;

- Igreja Evangélica Menonita de Curitiba;

- Primeira Igreja Evangélica Irmãos Menonitas do Boqueirão;

- Unidade de Saúde Menonitas;

- Supermercado Jacomar (este imóvel pertenceu a antiga Cooperativa Mista  Boqueirão), entre outros.

## História
Em 15 de dezembro de 1960 o então prefeito de Curitiba, Iberê Mattos, assinou a Lei Ordinária n° 1935/1960 que batizou uma das vias da capital de Rua Waldemar Loureiro Campos (excluindo a preposição “de” do nome do homenageado).
Conforme a súmula desta lei a denominção ocorreu em uma via já existente e sem nome, portanto, devemos crer que a rua, posteriormente a esta data, possuia simples indicação dos moradores locais.

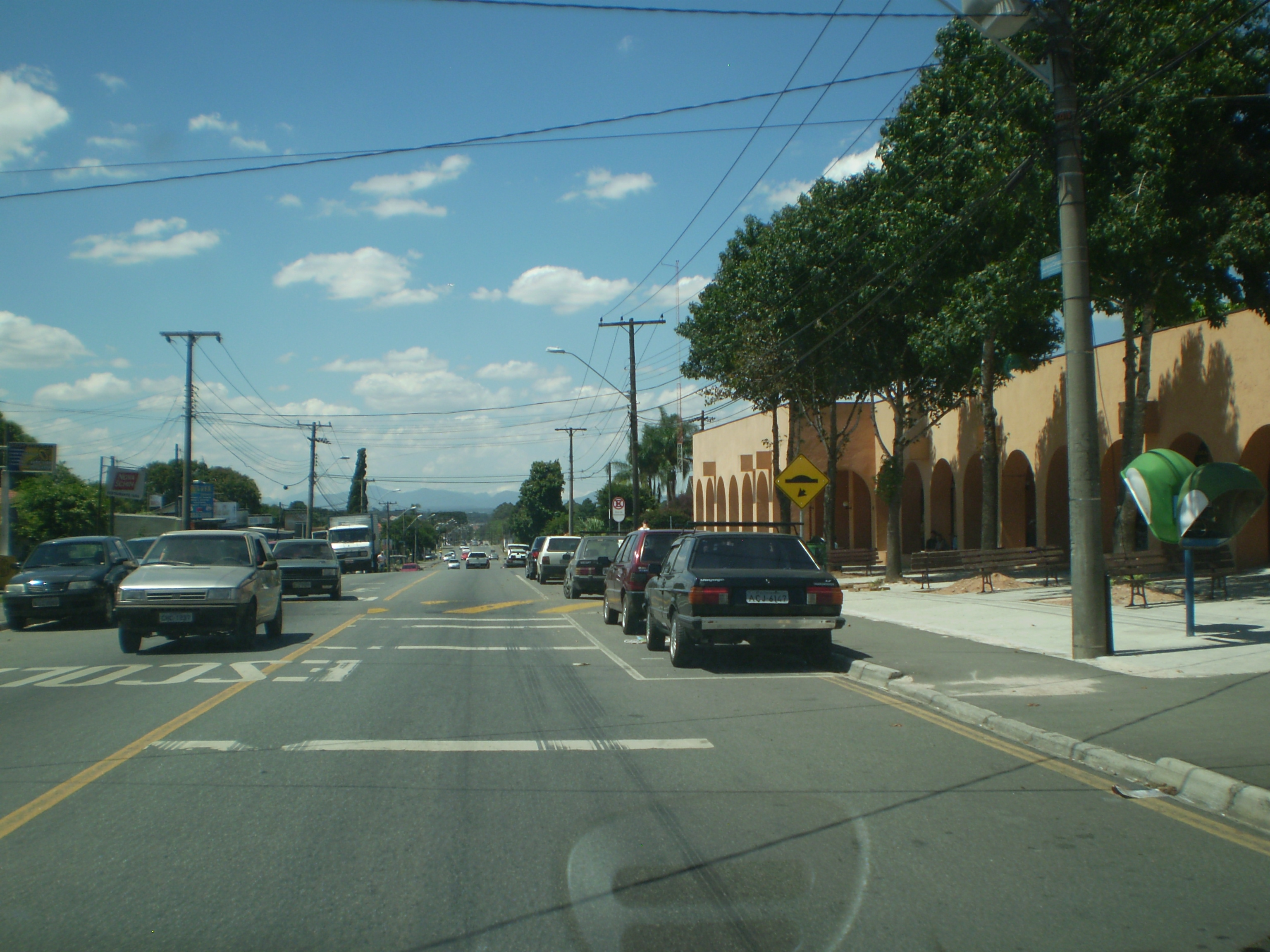
Rua Waldemar Loureiro Campos no bairro Boqueirão e em frente ao Cemitério Municipal do Boqueirão